# Сантьяго-де-Верагуас
Сантьяго-де-Верагуас (ісп. Santiago de Veraguas) — місто в Панамі, столиця провінції Верагуас та однойменного району Сантьяго. Через місто проходить Панамериканське шосе.

## Географія
Площа міста — 44,2 км². Населення — 31 065 осіб (2010 рік).

### Клімат
Місто знаходиться у зоні, котра характеризується мусонним кліматом. Найтепліший місяць — квітень із середньою температурою 28.4 °C (83.2 °F). Найхолодніший місяць — жовтень, із середньою температурою 26.4 °С (79.6 °F).
| Клімат Сантьяго         | Клімат Сантьяго | Клімат Сантьяго | Клімат Сантьяго | Клімат Сантьяго | Клімат Сантьяго | Клімат Сантьяго | Клімат Сантьяго | Клімат Сантьяго | Клімат Сантьяго | Клімат Сантьяго | Клімат Сантьяго | Клімат Сантьяго | Клімат Сантьяго |
| Показник                | Січ.            | Лют.            | Бер.            | Квіт.           | Трав.           | Черв.           | Лип.            | Серп.           | Вер.            | Жовт.           | Лист.           | Груд.           | Рік             |
| Середня температура, °C | 26,6            | 27,4            | 28,2            | 28,5            | 27,8            | 27,1            | 26,9            | 26,9            | 26,6            | 26,5            | 26,4            | 26,5            | 27,1            |
| Норма опадів, мм        | 30              | 20              | 10              | 100             | 340             | 290             | 230             | 360             | 350             | 410             | 260             | 70              | 2540            |
| Днів з опадами          | 3               | 1               | 2               | 5               | 15              | 16              | 14              | 15              | 17              | 18              | 17              | 8               | 131             |
| Вологість повітря, %    | 66              | 60.6            | 59.4            | 64.4            | 76.8            | 82              | 81.2            | 81              | 82.9            | 84.9            | 82.9            | 74.9            | 74.8            |
| ----------------------- | --------------- | --------------- | --------------- | --------------- | --------------- | --------------- | --------------- | --------------- | --------------- | --------------- | --------------- | --------------- | --------------- |
| Джерело: Weatherbase    |                 |                 |                 |                 |                 |                 |                 |                 |                 |                 |                 |                 |                 |

## Історія
Сантьяго-де-Верагуас був заснований 23 жовтня 1621 року мешканцями Монтіхо і Санта-Фе. 

## Світлини

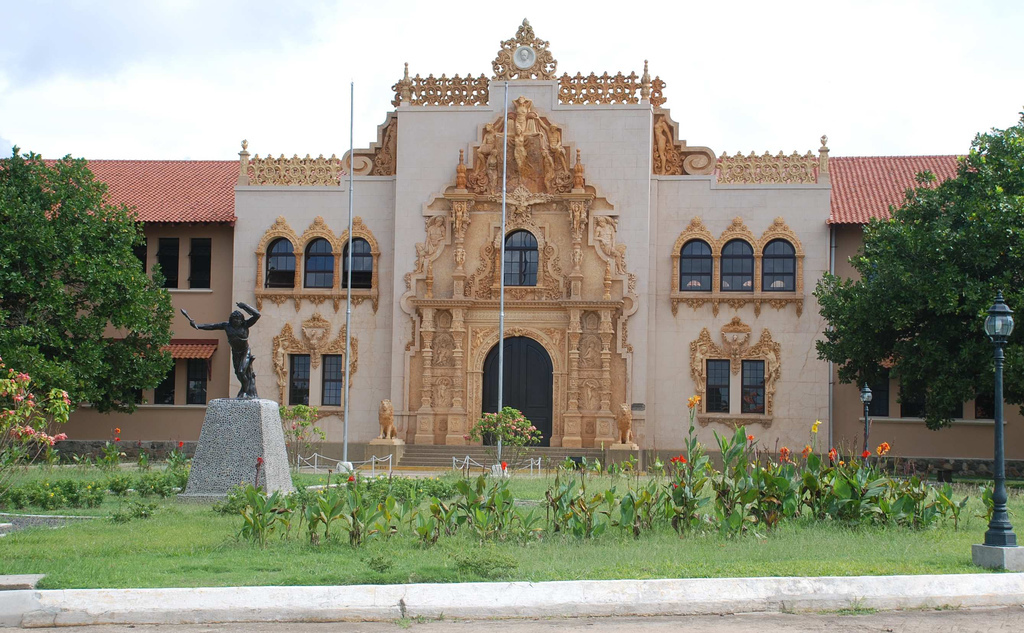
Педагогічне училище
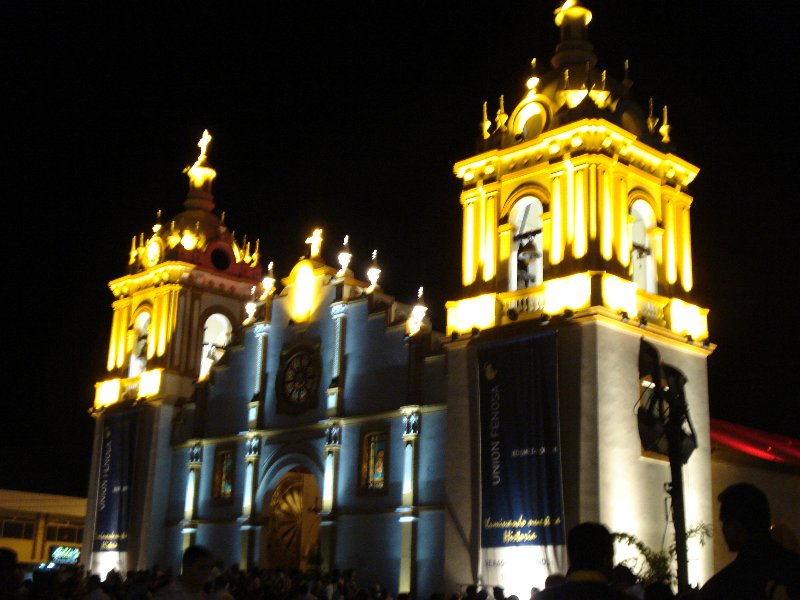
Собор Сантьяго
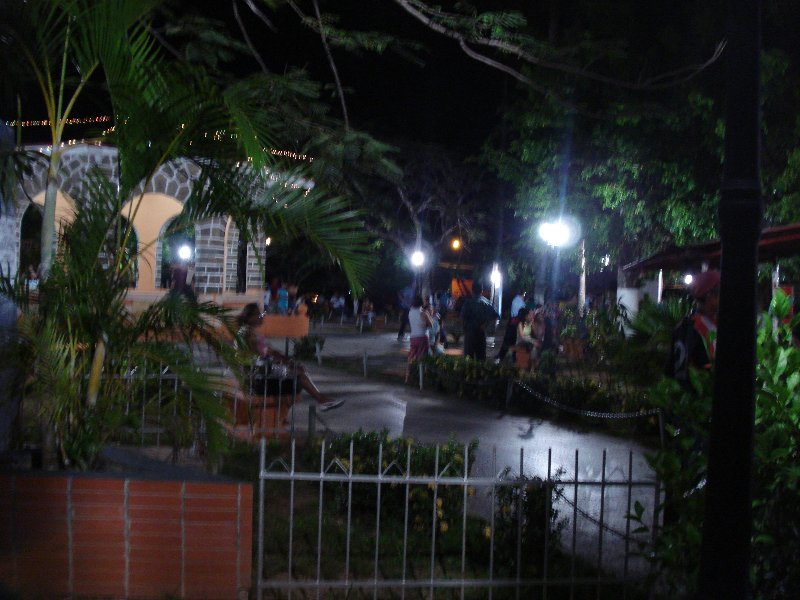
Парк
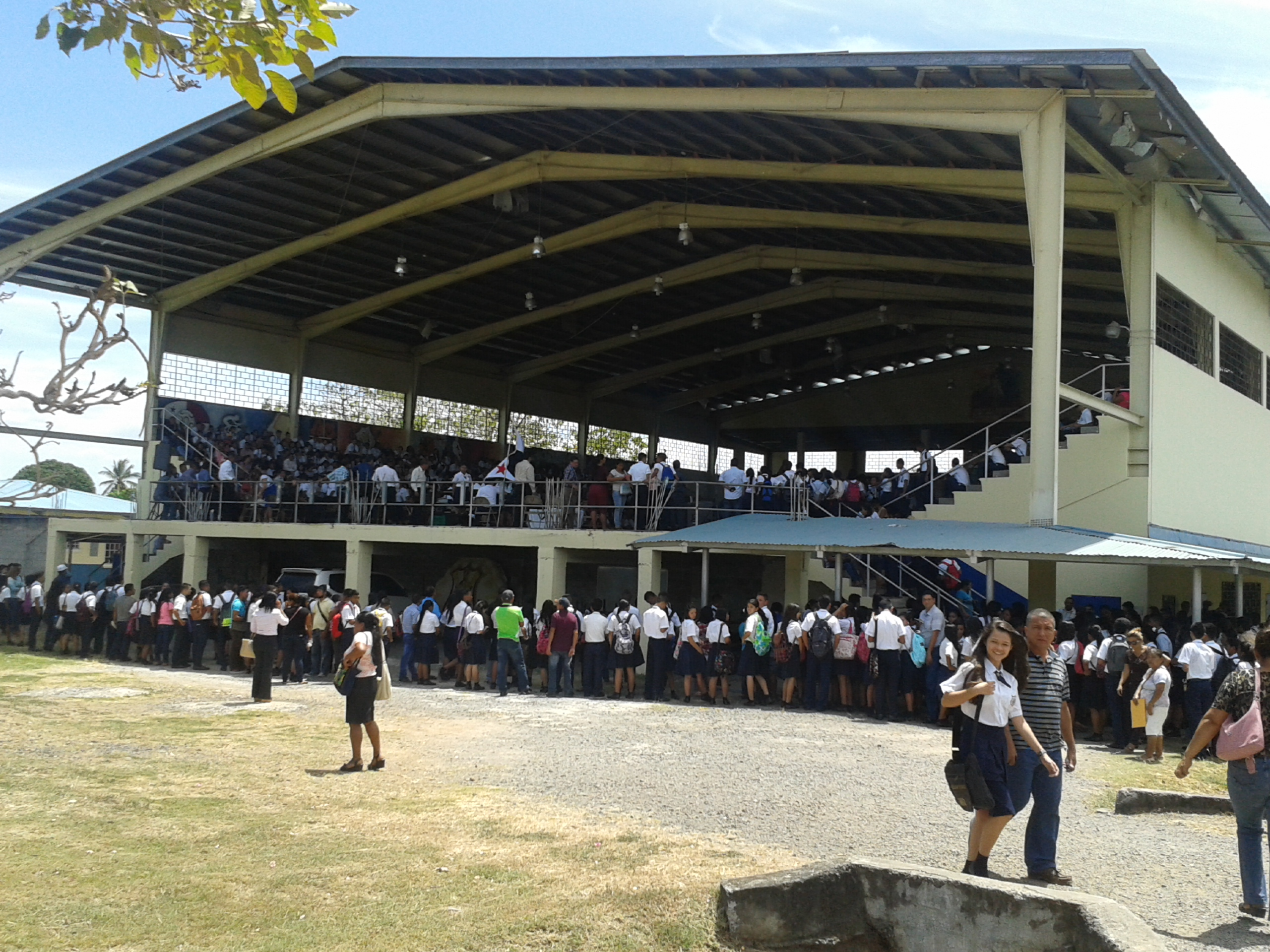
Гімназія
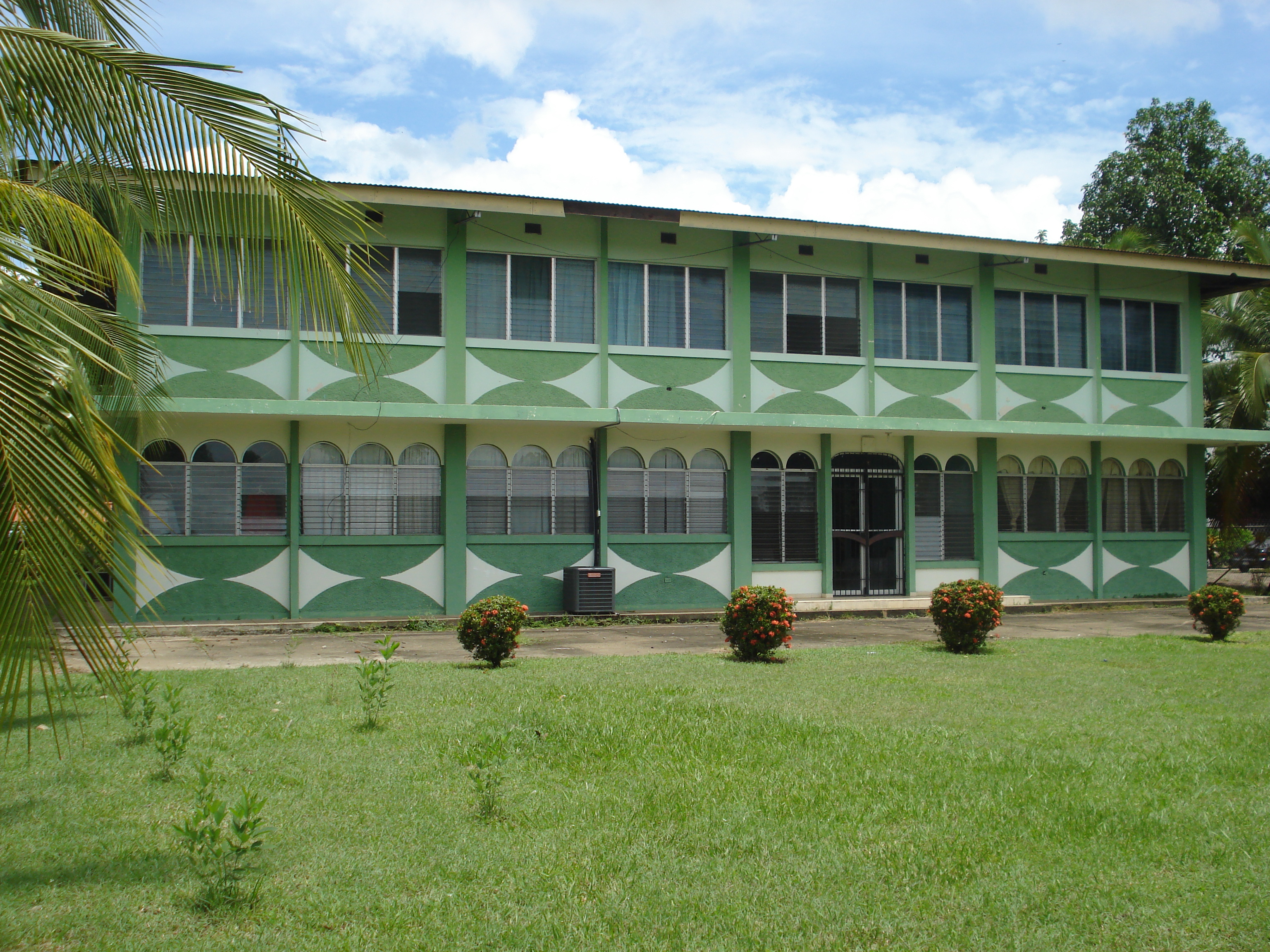
Семінарія св.Ліборія